# Chloeia bengalensis
Chloeia bengalensis är en ringmaskart som beskrevs av Johan Gustaf Hjalmar Kinberg 1867. Chloeia bengalensis ingår i släktet Chloeia och familjen Amphinomidae. Inga underarter finns listade i Catalogue of Life.